# Andi Lila
Andi Lila (n. 12 februarie 1986) este un fotbalist albanez care joacă pe postul de mijlocaș defensiv pentru clubul grec PAS Giannina și pentru echipa națională a Albaniei. Este un jucător versatil, jucând în prima parte a carierei pe postul de fundaș dreapta și pe cel de fundaș stânga, dar în ultimii ani el a jucat ca mijlocaș defensiv, precum și mijlocaș dreapta.
Lila și-a început cariera cu Besa Kavajë, unde și-a făcut debutul în 2002 la vârsta de 16 ani și a devenit rapid titular, forma bună aducându-i în ianuarie 2007 un transfer la clubul grec Iraklis. S-a întors la Besa Kavajë după ce nu a reușit să se adapteze la Iraklis și a devenit în scurt timp căpitanul clubului, obținând locul al treilea în Superliga din Albania înainte de a se transfera la KF Tirana după doar un an înapoi la Kavajë. El a fost favoritul fanilor la KF Tirana în timpul celor trei ani petrecuți la club, și a câștigat titlul de Superliga albaneză în primul său sezon acolo, ajutându-i să ajungă în finala Cupei Albaniei pe care echipa sa a pierdut-o. Ultimul său meci la echipă a venit în finala Cupei Albaniei din 2011, pe care echipa sa a pierdut-o la penaltiuri, după care s-a transferat din nou în Grecia, de această dată la PAS Giannina.
El s-a stabilit repede în primul unsprezece al celor de la PAS Giannina și și-a ajutat echipa să termine la mijlocul clasamentului în primul său sezon în Grecia și apoi să ajungă în playoff-ul Superligii în al doilea sezon la club, terminând în treilea sezon în partea inferioară a clasamentului. El a intrat fost împrumutat la echipa de Seria A, Parma, în sezonul 2014-2015, dar nu a putut ajuta clubul să scape de retrogradare și s-a întors la PAS Giannina în urma falimentului lui Parma. După întoarcerea sa, el a încercat să-și recâștige locul în prima echipă și a fost folosit mai mult ca rezervă în campionat.
Lila a reprezentat Albania la categoriile sub 17 ani, sub 19 ani, sub 21 ani și la naționala mare. El și-a făcut debutul internațional la seniori în 2007 împotriva României și de atunci a jucat în 68 de meciuri, dar nu a marcat niciun gol. El a devenit titular în naționala Albaniei chiar în 2010, sub comanda lui Josip Kuže, și a început, de asemenea, să joace și aici pe poziția de mijlocaș defensiv. Sub Gianni De Biasi a jucat mai mult ca mijlocaș dreapta și ca extremă dreapta din 2014 și a ajutat Albania să se califice la primul său turneu internațional major, Euro 2016. El a fost, de asemenea, implicat în infamul meci dintre Serbia și Albania din 14 octombrie 2014, care a fost abandonat și în urma căruia Albania a obținut o victorie la masa verde în dauna Serbiei.

## Cariera pe echipe

### Besa Kavajë
Lila și-a început cariera la clubul din orașul său natal, Besa Kavajë. El și-a făcut debutul pentru club în sezonul 2002-2003 în Superliga din Albania pe 14 decembrie 2002 într-un meci din deplasare împotriva lui Teuta Durrës. Lila a intrat la pauză din postura de rezervă, înlocuindu-l pe Ervin Bardhi. A fost un debut nefericit pentru tânărul Lila, deoarece partida s-a încheiat cu scorul de 5-0 pentru Teuta Durrës.

### Iraklis
Forma bună arătată de Lila pe flancul drept al apărării i-a deschis drumul pentru un transfer la clubul grec Iraklis în ianuarie 2007, unde s-a alăturat colegilor săi albanezi Enea Koliçi, Elvis Kaja și Indrit Fortuzi. În ciuda faptului că visul său de a juca în străinătate a devenit o realitate, Lila nu a reușit să se adapteze în Grecia și după doar 6 luni și 3 meciuri a revenit la Besa Kavajë.

### Întoarcerea la Besa Kavajë
După întoarcerea sa, a devenit căpitanul echipei. În sezonul 2007-2008 a jucat în 26 de partide fără să înscrie vreun gol. Echipa a fost, de asemenea, învinsă în Supercupa Albaniei din 2007 de către Tirana. Lila a jucat meciul final cu Besa în Cupa Intertoto împotriva lui Grasshopper, care s-a terminat cu o înfrângere scor 0-3.

### Tirana

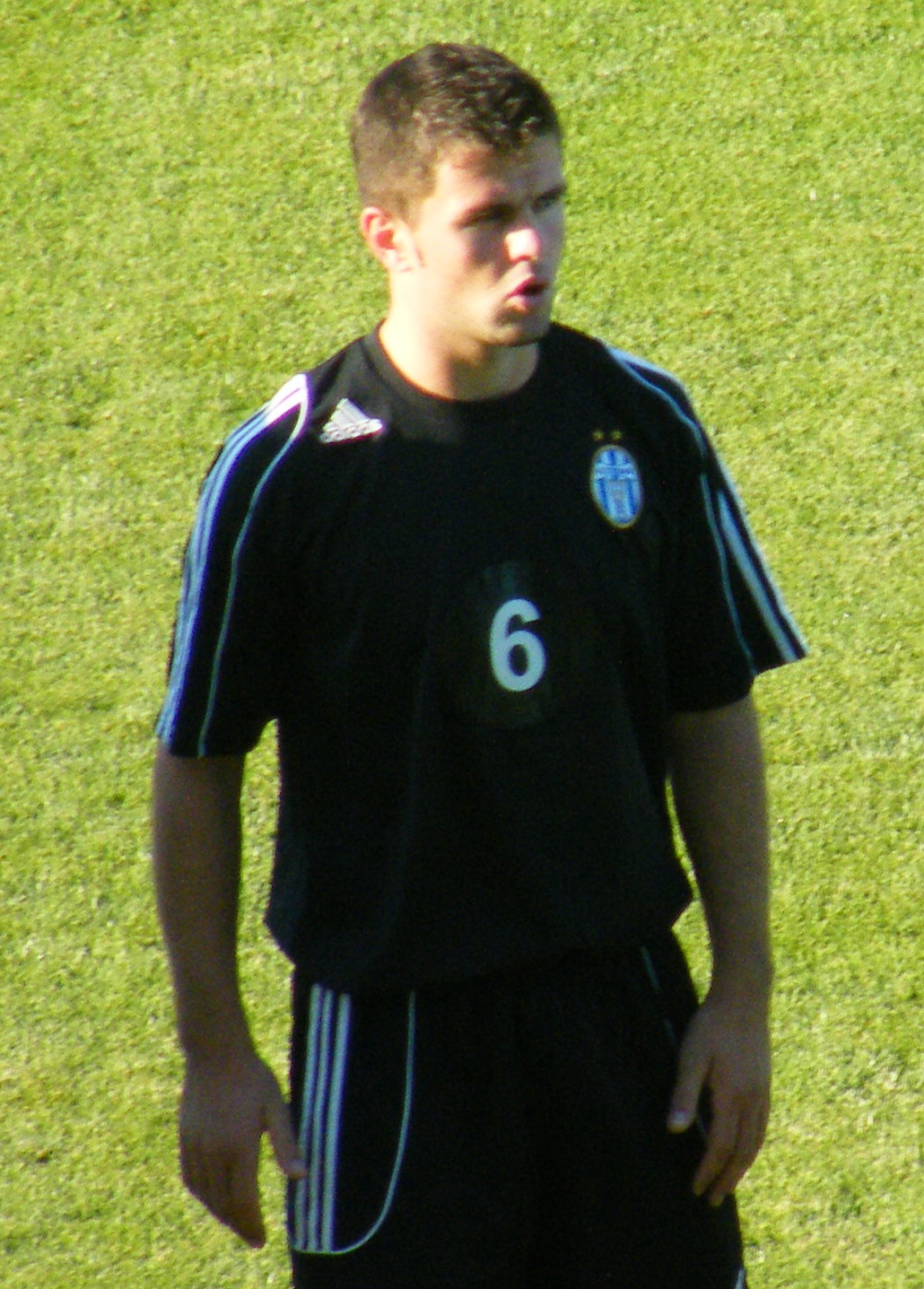
Lila într-un meci al Tiranei în 2010.

Lila a fost transferat de Tirana, la 21 iulie 2008, după ce el și agentul său Sokol Haxhia au fost ajuns la înțelegere cu președintele clubului, Refik Halili. Primul său meci ca jucător al Tiranei a fost cel din deschiderea al sezonului împotriva lui Vllaznia Shkodër, în care a jucat 90 de minute, scor 0-0. A marcat primul gol pentru echipă la 14 septembrie în cel de-al treilea meci, în derby-ul capitalei împotriva lui Partizani Tirana, marcând golul câștigător.
Lila a marcat și în următoarea etapă, care a avut loc pe 20 septembrie 2008 împotriva lui Apolonia Fier în minutul 28 al meciului. Pe parcursul întregului sezon 2008-2009 a devenit titularul postului de fundaș dreapta și a jucat 29 de meciuri, demonstrând că are calități ofensive, înscriind în total patru goluri în campionat. Tirana a încheiat campionatul câștigând cel de-al 24 titlu din istorie, având cu patru puncte mai mult decât ocupanta locului secund, Vllaznia Shkodër. Tirana a intrat, de asemenea, în finala Cupei Albaniei 2008-2009, unde alb-albaștrii au fost învinși cu 2-1 de Flamurtari Vlorë, într-un meci în care Lila a fost rezervă neutilizată.
Lila a început cel de-al doilea sezon cu Tirana pe 15 iulie 2009, făcându-și debutul european cu Tirana împotriva lui Stabæk în primul tur al Ligii Campionilor 2009-2010. A fost titular și în returul pierdut de Tirana, scor 4-0 la Telenor Arena, fiind eliminată din competiție cu 1-5 la general. Ulterior, pe 16 august, Lila a câștigat cel de-al doilea trofeu la Tirana, Supercupa Albaniei, ajutându-și echipa să o învingă pe Flamurtari Vlorë cu 1-0 pe stadionul Qemal Stafa.

### PAS Giannina
Lila a fost transferat de echipa greacă PAS Giannina la 24 iunie 2011 pentru 200.000 € plus bonusuri, semnând un contract pe trei ani.
El a primit tricoul cu numărul 3 și și-a făcut debutul competițional pe 27 august într-o remiză albă împotriva lui Aris Salonic în săptămâna de deschidere a Superligii Greciei. În primul său sezon la Ajax din Epirus, Lila a jucat în 21 de meciuri de campionat, fără să marcheze goluri, iar echipa sa a terminat pe locul 8 în campionat. Cu 8 cartonașe galbene, Lila a fost al doilea jucător ca număr de cartonașe din cadrul echipei.
Lila a început cel de-al doilea sezon pe 25 august 2012 jucând în partida scor 0-0 cu Platanias de pe stadionul Zosimades. El și-a făcut prima sa apariție în Cupa Greciei pe 29 noiembrie în victoria cu 1-0 împotriva lui Panserraikos în manșa tur a rundei a treia. Primele sale goluri marcate pentru club au venit mai târziu pe data de 8 decembrie, atunci când echipa sa a câștigat cu 0-2 cu Kerkyra. Cel de-al doilea gol al sezonului a venit pe 24 ianuarie în anul următor, în a doua etapă a Cupei Greciei la fotbal împotriva lui Fostiras, echipa sa câștigând cu 2-3 și progresând în sferturile de finală. El a încheiat al doilea sezon în Grecia jucând 35 de meciuri în campionat și cupă, în timp ce PAS Giannina a terminat pe locul 5 în campionat și a fost eliminată de Olympiakos în sferturile de finală ale Cupei. Din nou, a fost al doilea jucător cu cele mai multe cartonașe primite.
La 12 iulie 2014, Lila a declarat chiar că contractul său cu PAS Giannina s-a încheiat, permițându-i să semneze un contract cu echipa croată HNK Rijeka, însă, în cele din urmă, a renunțat la idee și a semnat un nou contract pe trei ani contract cu PAS Giannina.

#### Împrumutul la Parma
La 28 decembrie 2014, Lila a împrumutat la echipa Serie A Parma. Transferul a devenit oficial la 1 ianuarie 2015, când fereastra de transfer a fost redeschisă. În timpul prezentării, Lila a declarat că visul său de a juca în Seria A a devenit realitate, adăugând că Seria A este cel mai bun campionat din lume. Unsprezece zile mai târziu, clubul a anunțat că jucătorul a fost împrumutat și nu cumpărat direct (păstrând o opțiune de cumpărare) din cauza dificultăților financiare continue ale clubului.
El a debutat pentru Parma la 14 ianuarie 2015, începând cu meciul din Coppa Italia împotriva lui Cagliari. După 13 minute, însă, Lila a ieșit accidentat de pe teren având o problemă musculară la nivelul coapsei. În primul său meci de după accidentare, Lila a marcat primul său gol pentru Parma împotriva lui Sassuolo pe 15 martie 2015; a jucat din primul minut, meciul terminându-se cu o înfrângere de 4-1 pentru Gialloblù.

#### Întoarcerea la PAS Giannina
După ce împrumutul la Parma s-a încheiat, Lila a refuzat inițial să se întoarcă cu speranța de a-și găsi un nou club în Serie A. Apoi a început să se antreneze cu echipa albaneză Skënderbeu Korçë în primele zile ale lui august 2015 pentru a se menține în formă. După aceasta, Lila a părăsit echipa pentru a se întoarce la PAS Giannina pentru noul sezon, unde i s-a acordat înapoi tricoul cu numărul 3.
El a jucat în cel de-al o sutălea meci în Superligă din Grecia pe 24 ianuarie 2016, jucând 70 de minute în victoria cu 0-2 împotriva lui Atromitos.
Lila a început sezonul 2016-2017, făcându-și debutul în Europa League la 14 iulie 2016, în primul tur preliminar cu Cotei BK, în care echipa sa a obținut o victorie confortabilă scor 3-0. El a jucat de asemenea în returul care a avut loc o săptămână mai târziu, când PAS Giannina a câștigat în prelungiri după ce în timpul regulamentar scorul era 3-0. Lila a încheiat campania europeană după numai 4 meciuri, după ce echipa sa a fost eliminată de AZ Alkmaar în a doua rundă de calificare.
La 25 martie 2017, Lila a fost înregistrat bătându-și joc de un preot grec, în timp ce se afla în cantonamentul naționalei. Acest lucru a făcut clubul să-i propună desfacerea contractului. Trei zile mai târziu, a reacționat și și-a cerut scuze pentru incident, declarând că comportamentul său a fost „extrem de inadecvat”. Lila s-a dus apoi să se întâlnească cu preotul și să-i ceară scuze personal, oferindu-i, de asemenea, un dar. La 1 aprilie, a fost lăsat pe bancă în remiza scor 1-1 împotriva lui Xanthi. El a revenit în echipa de start patru zile mai târziu jucând 64 de minute în înfrângerea cu 3-0 la Veria și a marcat primul gol al sezonului, în remiza cu 1-1 împotriva lui AEK Atena în etapa a treizecea. El a încheiat al șaselea sezon la echipă cu 22 de meciuri jucate în toate competițiile.

## Cariera internațională

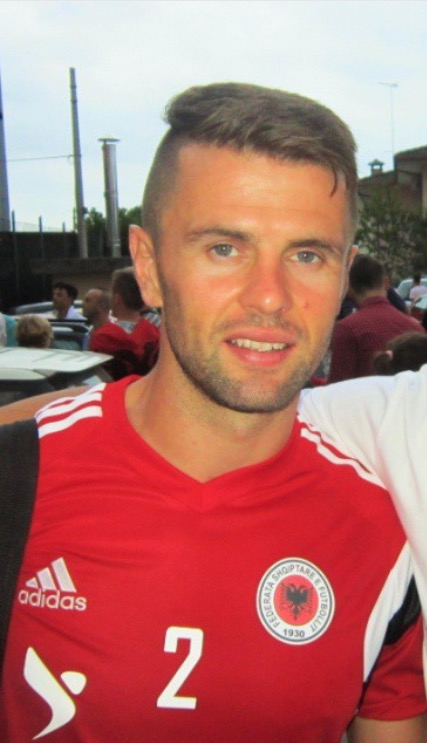
Lila la națională în 2015.

Lila a fost chemată pentru prima oară la echipa națională a Albaniei de către Otto Baric la sfârșitul anului 2007; meciurile bune făcute ca fundaș dreapta pentru Besa Kavajë în Superliga din Albania l-au convins pe selecționerul croat să-l convoace. El a debutat pentru echipa de seniori în calificările la Euro 2008 împotriva României la București, la 21 noiembrie 2007. Lila a început meciul ca fundaș dreapta și a jucat în total 90 de minute. Cu toate acestea, nu a fost un debut fericit, deoarece meciul s-a încheiat cu 6-1 pentru România, iar antrenorul care l-a debutat pe tânărul fundaș la echipa de seniori și-a dat demisia din funcția de antrenor al echipei naționale a Albaniei la doar o oră după fluierul final.
Următorul antrenor al echipei naționale a fost încântat, de asemenea, de jocul lui Lila și acest lucru i-a adus convocarea din partea lui Arie Haan la primul său meci la cârma Albaniei, în amicalul cu Polonia de pe 27 mai 2008. Lila a început meciul din postura de titular, dar a fost înlocuit la pauză cu Endrit Vrapi. Meciul s-a încheiat cu o înfrângere scor 1-0, dar albanezii au jucat bine după primirea golului în minutul 3. Andi Lila a reușit să joace alte două meciuri sub Arie Haan, într-un amical împotriva Liechtensteinului și un meci de calificare la Campionatul Mondial din 2010 împotriva Maltei. În ambele meciuri a intrat din postura de rezervă. 

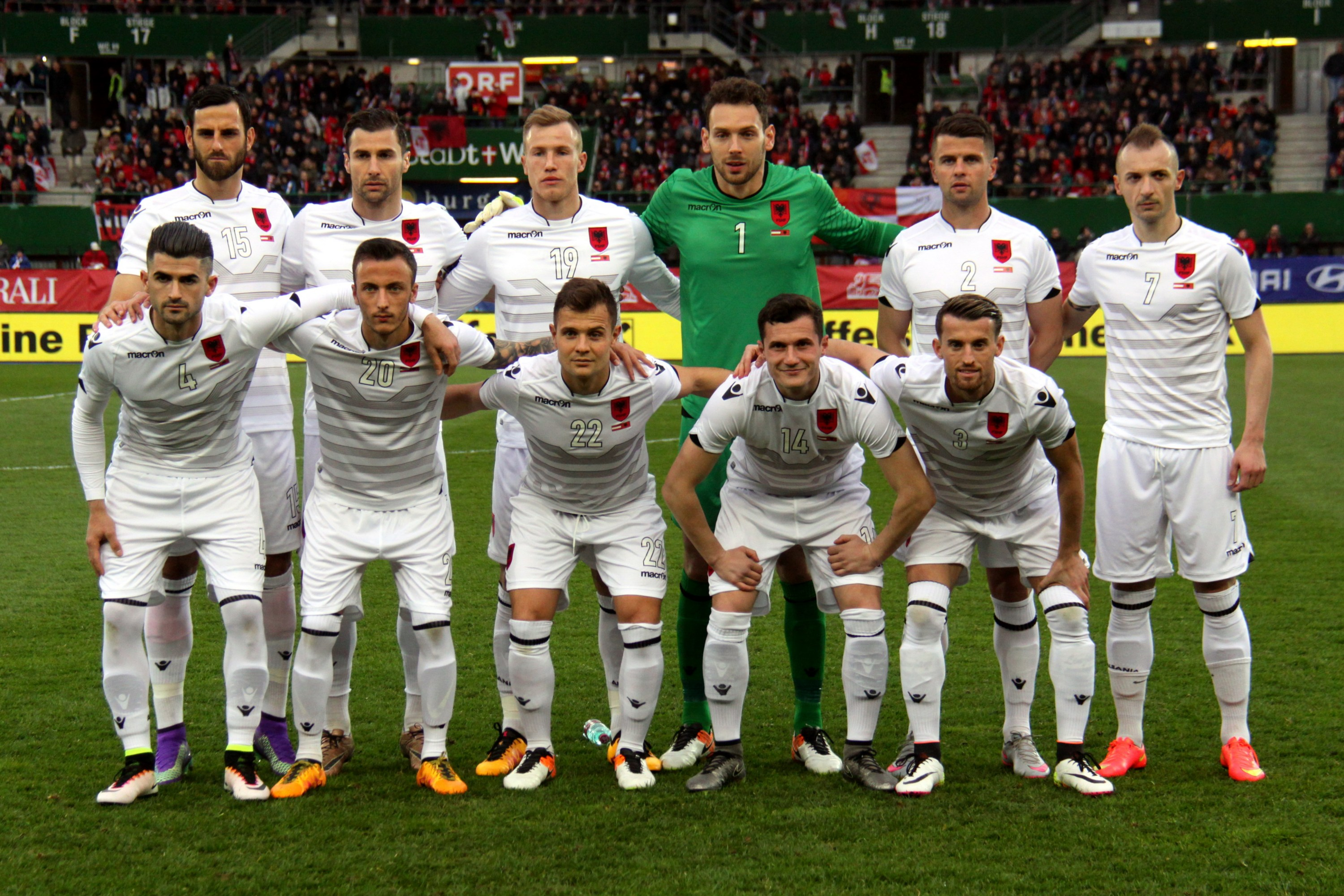
Lila (cu numărul 2) în echipa Albaniei în martie 2016.

Lila a fost titular în campania de calificare de succes a Albaniei la Campionatul European din 2016. El a jucat în ultimele 15 minute ale meciului de deschidere a Grupei I cu Portugalia în care Albania a realizat un rezultat istoric, câștigând cu 1-0 pe Estádio Municipal, fiind prima victorie obținută vreodată împotriva „Selecao das Quinas“. Mai târziu, în octombrie 2014, Lila a fost protagonistul unei altercații în meciul cu Serbia, partidă care a reprezentat, de asemenea, cea de-a 50-a selecție a sa; el a jucat ca titular până în minutul 42 într-un meci care avea să fie amânat din cauza fanilor sârbi care aruncau cu torțe pe teren. El, împreună cu alți jucători albanezi, au fost atacați de huliganii sârbi care au aruncat pe teren cu scaune și alte obiecte. Inițial, UEFA a acordat victoria la masa verde Serbiei, scor 3-0, dar i-au fost scăzute trei puncte, ceea ce le-a făcut atât pe Serbia, cât și pe Albania, să se adreseze Curții de Arbitraj Sportiv care la 10 iulie 2015 a acordat Albaniei victoria la masa verde și cu Serbia rămânând cu deducerea de trei puncte.
După ce a câștigat cu 3-0 pe stadionul republican Vazgen Sargsian împotriva Armeniei la 11 octombrie 2015, Albania s-a calificat în premieră la UEFA Euro 2016, terminând pe locul al doilea în Grupa I cu 14 puncte. De asemenea, a fost prima lor apariție la un turneu de fotbal major. La data de 21 mai 2016, Lila a fost numit în lotul lărgit al Albaniei de 27 de jucători pentru UEFA Euro 2016 și în lotul definitiv de 23 de jucători care au luat parte la UEFA Euro 2016 pe 31 mai.
Lila a fost rezervă neutilizată în meciul de deschidere a grupei A împotriva Elveției, în care Albania a fost învinsă cu 0-1. Prima sa apariție la Campionatul European a avut loc pe 16 iunie, împotriva gazdei Franța care a câștigat meciul cu 2-0 în ultimele minute. Lila a jucat, de asemenea, ca titular în ultimul meci al grupei împotriva României, în timp ce Albania a câștigat cu 1-0 obținând prima victorie la un turneu final. A fost prima victorie obținută de Albania într-un meci cu România din 1948. Albania a terminat grupa pe poziția a treia cu trei puncte și cu golaveraj -2; ea s-a clasat pe ultimul loc dintre echipele clasate pe locul trei, ceea ce a dus la eliminarea echipei sale din competiție.

## Viața personală
Este căsătorit cu Ornela Lila și a devenit tată pentru prima dată la 20 martie 2015, când soția Lilii a dat naștere fiului său, numit Ayan. La 16 iulie 2015, Lila a fost primit titlul de „Cetățean de onoare al orașului Kavajei” pentru protejarea simbolurilor naționale și pentru contribuția sa la fotbalul albanez.

## Statistici privind cariera

### Club
Începând cu data de 12 martie 2018 
| Club             | Sezon         | Campionat          | Campionat | Campionat | Cupă    | Cupă   | Europa  | Europa | Altele  | Altele | Total   | Total  |
| Club             | Sezon         | Divizie            | Meciuri   | Goluri    | Meciuri | Goluri | Meciuri | Goluri | Meciuri | Goluri | Meciuri | Goluri |
| ---------------- | ------------- | ------------------ | --------- | --------- | ------- | ------ | ------- | ------ | ------- | ------ | ------- | ------ |
| Besa Kavajë      | 2003–2004     | Superliga Albaniei | 10        | 0         | —       | —      | —       | —      | —       | —      | 10      | 0      |
| Besa Kavajë      | 2004–2005     | Superliga Albaniei | 24        | 0         | —       | —      | —       | —      | —       | —      | 24      | 0      |
| Besa Kavajë      | 2005–2006     | Superliga Albaniei | 29        | 1         | —       | —      | —       | —      | —       | —      | 29      | 1      |
| Besa Kavajë      | 2006–2007     | Superliga Albaniei | 9         | 0         | —       | —      | —       | —      | —       | —      | 9       | 0      |
| Besa Kavajë      | 2007–2008     | Superliga Albaniei | 29        | 0         | 2       | 1      | 1       | 0      | 1       | 0      | 33      | 1      |
| Besa Kavajë      | 2008–2009     | Superliga Albaniei | —         | —         | —       | —      | 1       | 0      | —       | —      | 1       | 0      |
| Besa Kavajë      | Total         | Total              | 101       | 1         | 2       | 1      | 2       | 0      | 1       | 0      | 106     | 2      |
| Iraklis          | 2006–2007     | Superliga Greciei  | 3         | 0         | —       | —      | —       | —      | —       | —      | 3       | 0      |
| Tirana           | 2008–2009     | Superliga Albaniei | 28        | 4         | 6       | 0      | —       | —      | —       | —      | 34      | 4      |
| Tirana           | 2009–2010     | Superliga Albaniei | 24        | 1         | 2       | 1      | 2       | 0      | 1       | 0      | 29      | 2      |
| Tirana           | 2010–2011     | Superliga Albaniei | 26        | 6         | 6       | 1      | 4       | 1      | —       | —      | 36      | 8      |
| Tirana           | Total         | Total              | 78        | 11        | 14      | 2      | 6       | 1      | 1       | 0      | 99      | 14     |
| PAS Giannina     | 2011–2012     | Superliga Greciei  | 21        | 0         | 0       | 0      | —       | —      | —       | —      | 21      | 0      |
| PAS Giannina     | 2012–2013     | Superliga Greciei  | 29        | 2         | 6       | 1      | —       | —      | —       | —      | 35      | 3      |
| PAS Giannina     | 2013–2014     | Superliga Greciei  | 26        | 2         | 0       | 0      | —       | —      | —       | —      | 26      | 2      |
| PAS Giannina     | 2014–2015     | Superliga Greciei  | 14        | 1         | 0       | 0      | —       | —      | —       | —      | 14      | 1      |
| PAS Giannina     | 2015–2016     | Superliga Greciei  | 19        | 2         | 3       | 0      | —       | —      | —       | —      | 22      | 2      |
| PAS Giannina     | 2016–2017     | Superliga Greciei  | 18        | 1         | 0       | 0      | 4       | 0      | —       | —      | 22      | 1      |
| PAS Giannina     | 2017–2018     | Superliga Greciei  | 16        | 0         | 2       | 0      | —       | —      | —       | —      | 18      | 0      |
| PAS Giannina     | Total         | Total              | 143       | 8         | 11      | 1      | 4       | 0      | —       | —      | 158     | 8      |
| Parma (împrumut) | 2014–2015     | Serie A            | 13        | 2         | 1       | 0      | —       | —      | —       | —      | 14      | 2      |
| Total carieră    | Total carieră | Total carieră      | 338       | 22        | 28      | 4      | 12      | 1      | 2       | 0      | 376     | 26     |

### Internațional
Începând cu 20 noiembrie 2018 
| Echipa națională | An    | Meciuri | Goluri |
| ---------------- | ----- | ------- | ------ |
| Albania          | 2007  | 1       | 0      |
| Albania          | 2008  | 3       | 0      |
| Albania          | 2009  | 3       | 0      |
| Albania          | 2010  | 9       | 0      |
| Albania          | 2011  | 9       | 0      |
| Albania          | 2012  | 9       | 0      |
| Albania          | 2013  | 9       | 0      |
| Albania          | 2014  | 9       | 0      |
| Albania          | 2015  | 4       | 0      |
| Albania          | 2016  | 6       | 0      |
| Albania          | 2017  | 5       | 0      |
| Albania          | 2018  | 3       | 0      |
| Total            | Total | 70      | 0      |

## Titluri

### Club
- Albania Superliga: 2008-2009
- Cupa Albaniei: 2010-2011

### Decorații
- Cetățean de onoare al orașului Kavajë: 2015 [69]